# Поетична драма
Поетична драма (англ. Poetic drama) — невеликий за обсягом віршований твір, в якому поєднуються жанрові форми драми та ліро-епічної поеми. Основу драматичної поеми становить внутрішній динамічний сюжет — власне, конфлікт світоглядних та моральних принципів при відсутності панорамного тла зовнішніх подій, перевазі ліричних чинників над епічними та драматичними.
У світовій літературі драматична поема відома з творів «Фауст» Й.-В. Гете, «Манфред» Дж. Байрона.
Драматична поема розвивалася і в українській поезії («Переяславська ніч» М. Костомарова, «Сон князя Святослава» І. Франка, «В катакомбах», «У пущі» Лесі Українки, «По дорозі в казку» Олександра Олеся, «Свіччине весілля» І. Кочерги, «Дума про трьох братів Неазовських» Ліни Костенко, цикл з семи драматичних поем «Седмиця» Наума Тихого та ін.).